# Kościół Maria de Victoria
Kościół Maria de Victoria (niem. Kirche Maria de Victoria; Asamkirche Maria de Victoria) – kościół katolicki w Ingolstadt w Bawarii, w Niemczech.
Budowlę rozpoczęto wznosić w kwietniu 1732 r. z przeznaczeniem na salę zgromadzeń i oratorium dla członków studenckiej Kongregacji Mariańskiej (niem. Die Akademische Marianische Kongregation), działającej przy miejscowym kolegium jezuickim. Budynek stanął w sąsiedztwie zabudowań kolegium i ówczesnego kościoła pod wezwaniem św. Krzyża. Budową kierował najprawdopodobniej ówczesny miejski mistrz murarski w Ingolstadt i budowniczy kolegium jezuickiego Michael Anton Prunthaller. W przedsięwzięciu wyraźnie widoczne są wzory występujące w innych budowlach jezuickich, w tym znaczne podobieństwo do  wzniesionej w latach 1709–1710 w Monachium tzw. Bürgersaal. Kościół został poświęcony 1 lipca 1736 r.
Prosta, bezwieżowa budowla, utrzymana w stylu barokowym, przylega ścianą szczytową wprost do ulicy. Fasada zwieńczona jest trójkątnym szczytem z wolutami. Wnętrze kościoła zostało zaprojektowane i wykonane przez czołowych mistrzów bawarskich z przełomu baroku i rokoka, monachijczyków, braci Asamów (stąd popularna w Ingolstadt nazwa „Asamkirche” – "kościół Asamów"). Zwraca zwłaszcza uwagę wspaniała dekoracja malarska, a przede wszystkim fresk pokrywający strop – dzieło Kosmy Damiana Asama z 1734 r. Malowidło o doskonale uchwyconej perspektywie, pokrywające powierzchnię o wymiarach 40 x 10,5 m i przedstawiające Incarnatio Dominica, jest największym płaskim freskiem stropowym na świecie. Honorarium za prace dekoracyjne w kościele Maria de Victoria wycenione było na 10 tysięcy guldenów. Asamowie, w zamian za zaliczenie ich w poczet fundatorów, zgodzili się na 5 tysięcy.
Kompozycja ołtarzowa z 1759 r. obejmuje obraz z 1675 r., przedstawiający Zwiastowanie Najświętszej Marii Pannie – dzieło Franza Geigera z Landshut, stiukowy baldachim z 1734 r. autorstwa Egida Kwiryna Asama oraz nadbudowę ołtarzową z figurami patronów czterech fakultetów (Kosmy dla medycyny, Tomasza z Akwinu dla teologii, Iwona dla nauk prawniczych i Katarzyny Aleksandryjskiej dla filozofii) i przedstawieniem Trójcy Świętej – wszystko dzieła snycerza Johanna Michaela Fischera z Dillingen an der Donau.
Wyjątkowym obiektem, przechowywanym w zakrystii kościoła, jest pochodząca z 1708 r. tzw. monstrancja z Lepanto – jeden z najcenniejszych tego rodzaju obiektów na świecie.